# Aleksandre Bakschi
Aleksandre Bakschi (georgisch ალექსანდრე ბაკში; englisch Aleksandre Bakshi; * 15. Juli 1997 in Tiflis) ist ein georgischer Tennisspieler.

## Karriere
Als Junior schaffte es Bakschi bis auf Platz 49 im Januar 2015. Im Einzel und Doppel spielte er in diesem Jahr auch die Australian Open, wo er jeweils früh ausschied.
Bislang trat er seit seinem ersten Profiturnier 2013 fast ausschließlich auf der drittklassigen ITF Future Tour in Erscheinung. Im Einzel waren dort seine besten Resultate 2018 und 2019 das Erreichen das Halbfinals; Ende 2019 stieß er das erste Mal in ein Finale vor, das er jedoch verlor. Im Doppel gewann er 2018 seinen bislang einzigen Titel. In der Tennisweltrangliste hat er noch keinen Sprung unter die Top 700 geschafft.
Seit 2014 spielt Bakschi für die georgische Davis-Cup-Mannschaft, für die er bislang in zwei Begegnungen eine Bilanz von 2:1 hat. Mit selbiger Mannschaft trat er Anfang 2020 auch beim ATP Cup an. Als Außenseiter in seine drei Doppelpartien gestartet schaffte Bakschi mit seinem Partner Sura Tkemaladse in der Vorrunde die deutlich besser notierten Japaner Toshihide Matsui und Ben McLachlan in zwei Sätzen zu besiegen. Dennoch schied Georgien in der Vorrunde aus.

## Erfolge
| Legende (Anzahl der Siege) |
| Grand Slam                 |
| ATP Finals                 |
| ATP Tour Masters 1000      |
| ATP Tour 500               |
| ATP Tour 250               |
| ATP Challenger Tour (1)    |

### Doppel

#### Turniersiege
| Nr. | Datum             | Turnier  | Belag     | Partner    | Finalgegner                        | Ergebnis  |
| --- | ----------------- | -------- | --------- | ---------- | ---------------------------------- | --------- |
| 1.  | 7. September 2024 | Istanbul | Hartplatz | Yankı Erel | August Holmgren Johannes Ingildsen | 7:64, 7:5 |